# Juan José Güemes Barrios
Juan José Güemes Barrios (Madrid, 30 de juny de 1969) és un polític espanyol. És llicenciat en Ciències Econòmiques i Empresarials per la Universitat Complutense de Madrid el 1992 i Màster en Mercats Financers per l'Institut d'Estudis Superiors de la Universitat San Pablo-CEU
Va ser analista a la Central de Balanços del Servei d'Estudis del Banc d'Espanya entre 1991 i 1992 i responsable d'Economia a l'Assessoria Parlamentària del grup popular del Congrés (1993-1996).

## Govern d'Espanya
Després de la victòria electoral del Partit Popular, es va incorporar al Ministeri d'Economia i Hisenda sota el mandat de Rodrigo Rato. En aquest Departament ocupà els càrrecs d'assessor (1996-1998), director adjunt del vicepresident segon (1998-2000) i Secretari General de Turisme (2000-2003).

## Assemblea i Govern de la Comunitat de Madrid
Durant els successius governs d'Esperanza Aguirre com a Presidenta de la Comunitat de Madrid, fou diputat de l'Assemblea de Madrid i conseller d'Ocupació i Dona (2003-2007) i Conseller de Sanitat des de 2007, fins al 18 de març de 2010, quan s'incorporà a l'Institut d'Empresa com a President del Centre Internacional de Gestió Emprenedora.